# Szalma Ferenc
Szalma Ferenc (Szeged, 1923. március 19. – Budapest, 2001. szeptember 20.) Liszt Ferenc-díjas magyar operaénekes (basszus), érdemes művész.

## Pályafutása
1946 és 1951 között a Szegedi Orvostudományi Egyetemre járt, zenei tanulmányokat Szegeden a konzervatóriumban, később Nürnbergben és Bambergben folytatott. 1952-től a Szegedi Nemzeti Színházhoz énekkari tagja, 1957-től pedig magánénekes volt. 1954-ben nagy sikert aratott az Anyegin (Csajkovszkij) Zareckij szerepében. 1963-ban az Operaház tagja lett, itt 1983-ban történt nyugdíjba vonulásáig nagy népszerűségnek örvendett. Énekhangja több hanglemezen is hallható. Oratóriuménekesként is sikeres volt (pl. Verdi, Mozart: Requiem, Beethoven: IX. szimfónia).

## Díjak, elismerések
- Liszt Ferenc-díj (1961)
- Érdemes művész (1976)

## Fontosabb szerepei
- Bolygó hollandi (Richard Wagner);
- Marke (Wagner: Trisztán és Izolda);
- Sarastro (Wolfgang Amadeus Mozart: A varázsfuvola);
- Ivan Szuszanyin (Mihail Ivanovics Glinka);
- Rocco (Ludwig van Beethoven: Fidelio);
- Doszifej (Modeszt Petrovics Muszorgszkij: Hovanscsina).

## Filmszerepei
- Zenés TV Színház (1975-1987)

- Gianni Schicchi (1975) – Simone
- Olasz vendéglő (1984) – Apa
- Rigoletto (1987) – Monterone
- Fehérlófia (1981; rajz-játékfilm) – Griffmadár úr (hang)